# Alejandro Viedma Vega
Alejandro Viedma Vega (Jaén, España, 16 de abril de 1999), más conocido como El Primo Viedma, es un futbolista español. Juega de Centrocampista y su último equipo ha sido el Ciudad de Lucena de la Tercera División RFEF

## Trayectoria
Viedma desarrolló su formación en la cantera de Real Jaén C. F., F. C. Barcelona y Sevilla F. C., del que llegó a jugar en su equipo filial, el Sevilla Atlético. Llegó a debutar en Segunda División en la temporada 2017-18 con el Sevilla Atlético a los 18 años. Una campaña en la que acabó siendo utilizado por Luis García Tevenet en un total de cinco compromisos ligueros: tres de ellos, formando parte del once titular.
En la temporada 2018-2019 no tuvo demasiadas oportunidades en el Grupo IV de Segunda División B con el filial nervionense, ya que solo participó en tres partidos.
En enero de 2019 firmó por el Recreativo Granada para disputar la segunda mitad del curso 2018-2019, con el que disputó seis encuentros y anotó una diana en el Grupo IV de Segunda División B.
Comenzaría la temporada 2019-20 en el filial nazarí, con el que disputaría 16 partidos de liga, antes de abandonarlo en el mercado de invierno.
En enero de 2020 firmó por el filial del Cádiz C. F. del grupo IV de Segunda B.
El 10 de septiembre de 2020 firmó con la S. D. Ponferradina de la Segunda División, traspasado a cambio del porcentaje de una futura venta. En Ponferrada estuvo una temporada, marchándose en julio de 2021 al Córdoba C. F.

## Clubes
| Club               | País   | Año       |
| ------------------ | ------ | --------- |
| Sevilla Atlético   | España | 2018-2019 |
| Recreativo Granada | España | 2019-2020 |
| Cádiz C. F. "B"    | España | 2020      |
| S. D. Ponferradina | España | 2020-2021 |
| Córdoba C. F.      | España | 2021-2022 |
| Ciudad de Lucena   | España | 2022      |